# Julius Ueltzhoeffer
Julius Ueltzhöffer (ur. 5 lutego 1892 w Schwetzingen, zm. 3 czerwca 1974 w Rielasingen) – zbrodniarz nazistowski, jeden z funkcjonariuszy SS pełniących służbę w niemieckich obozach koncentracyjnych i SS-Oberscharführer.
Członek NSDAP od 1932 i SS od 1939. Służbę obozową rozpoczął w Mauthausen, skąd 28 kwietnia 1942 przeniesiono go do obozu głównego Auschwitz. Był tu sanitariuszem SS i brał udział w selekcjach niezdolnych do pracy więźniów, których następnie mordowano zastrzykami fenolu. Następnie pełnił również służbę w obozach Ravensbrück, Natzweiler-Struthof i Dachau. Do tego ostatniego obozu Ueltzhoeffer skierowany został w początkach 1945 i pełnił funkcję kierownika komanda zajmującego się paleniem zwłok pomordowanych więźniów. Znęcał się nad podległymi mu więźniami.
W procesie przed amerykańskim Trybunałem Wojskowym w Dachau, który toczył się w dniach 28 lutego – 3 marca 1947 Julius Ueltzhoeffer skazany został na karę dożywotniego pozbawienia wolności. 15 marca 1954 został zwolniony.